# Merremia collina
Merremia collina là một loài thực vật có hoa trong họ Bìm bìm. Loài này được S.Y. Liu mô tả khoa học đầu tiên năm 1984.